# 岡村均
岡村 均（おかむら ひとし、1952年2月2日 - ）は、日本の生物学者。神戸大学・京都大学名誉教授。滋賀県生まれ。専門は時計遺伝子（哺乳類における生体リズムの分子機構）の研究。

## 略歴

### 学歴
- 1979年：京都府立医科大学医学部卒業
- 1987年：医学博士、フランス国立衛生医学研究所・フランス国立科学研究センター留学（～1989年）

### 職歴
- 1979年：国立岡山病院小児医療センター研修医
- 1981年：京都府立医科大学医学部第二解剖学教室助手
- 1987年：同講師
- 1990年：同助教授
- 1995年：神戸大学医学部解剖学第二講座教授
- 2000年：神戸大学大学院医学系研究科教授（脳科学講座分子脳科学分野）
- 2007年：京都大学大学院薬学研究科教授（医薬創成情報科学講座システムバイオロジー分野）
- 2017年：京都大学大学院薬学研究科医薬創成情報科学専攻長
- 2018年：京都大学大学院薬学研究科分子脳科学研究室特任教授、京都大学大学院医学研究科医学専攻高次脳科学講座神経生物学研究員

### 称号
- 2007年：神戸大学名誉教授
- 2018年：京都大学名誉教授

### 栄誉・受賞
- 1999年：塚原仲晃記念賞
- 2001年：井上学術賞
- 2003年：日本医師会医学賞
- 2004年：井植記念賞
- 2007年：紫綬褒章[1]
- 2008年：Aschoff-Ruler Prize
- 2016年：東レ科学技術賞

## 著書
- 「時計遺伝子 からだの中の「時間」の正体」 講談社ブルーバックス 2022年